# 無洗米
無洗米（むせんまい）は、調理過程において洗米操作を行うことなく炊飯できるように加工した米。無洗米製造装置（数種の方式が存在）を利用して加工したもので、通常の精白米と区別した場合の呼称である。

## 概要
食用米の白米は、通常、精米後も糠が表面に付着しているため、食味を良くするために糠を水洗いして除去した上で炊飯されるが、無洗米はその糠も取り除いた状態で販売されているものである。
無洗米の一般家庭への普及は首都圏の生協より広まったとされる。業務用として多くの社員食堂や大手外食産業で積極的に扱われている。採用されている理由は洗う時間や使用水量を削減できるという経済的な理由と、洗米作業における経験の差等による炊飯時の食味の差が出づらい、などが主である。
かつては、業界内では準無洗米と呼ばれていた。無洗米として販売されているにもかかわらず、実際には1〜2回の洗米をしないと美味しく炊き上がらない商品が多く出回るなど、食味に関して問題があるとされ敬遠されることもあった。しかし、現在では水洗い乾燥法・湿式法、乾式法、BG製法、NTWP製法などの製法で加工された無洗米が主流となってきており、食味的な問題は払拭され、無洗米の生産量は上昇傾向にある。一方で無洗米という名称、および従来の（研ぐ必要のある）米への固定観念から、無洗米を研ぎ洗いせずに炊くことへの抵抗感も年長者を中心に存在する（名称節を参照のこと）。

一方、2023年の調査によると、無洗米の購入者は全体の53.3%に達し、「価格が手頃」で「便利」と感じる消費者が多いことが示されている。
なお、米の調理において洗米は必須ではなく、料理や文化によっては研ぎ洗わずにそのまま料理することもある。飯に炊く場合でも、研ぎ洗ってもそのままでもあくまでも風味の違いである。また、条件や判定基準によっては、研ぎ洗わない方が好ましい場合もある。

## 名称
「無洗米」という名称について、NHK総合テレビの『お元気ですか日本列島』および同ラジオ第1の『ラジオほっとタイム』内のコーナー「気になることば」2008年2月27日の放送にて「『既洗米』と呼んだ方がいいのではないか」との意見が紹介された。だが、上で述べたように無洗米は研米されて作られるもので、製法により異なるが最も普及しているBG無洗米は水で洗ってあるわけではない。また、同番組内では食品関係での接頭辞「無」の用法に着目し、「無着色=生産者が着色を行っていない」、「無農薬=生産者が農薬を使用していない」であることから、「無洗米」は 「生産者が米を洗っていない」といった意味になるのではないかと指摘している。しかし「無」と同様に否定を表す接頭辞「非」や「不」では「非洗米」「不洗米」と印象があまり良くないことなどから、「洗う必要がない」ことを端的に表す表現の難しさも挙げている。さらに同年3月6日の同コーナーでは名称から来る無洗米への誤解の実例や、無洗米に代わる視聴者の考えた呼び方の案なども紹介された。
英語表現ではそのままMusenmaiとされることもある。学術論文ではwash-free riceやrinse-free riceの英訳が当てられている。和英辞典ではpre-washed riceとするものもある。
中国語では「免洗米」と訳されることが一般的である。

## 特徴

### 利点
一般的に以下の利点があるとされる。
- 調理過程（調理操作）において水洗いの手間が省ける[1][3]。洗米過程を省略できるためコンビニベンダーやフランチャイズレストラン等で利用しやすい[2]。
- 糠成分の酸化による食味の低下を抑制できる[3]。
- とぎ汁を下水に流すことによる環境負荷を抑制できる[3]。

このほか玄米や通常の白米に比べてコクゾウムシの加害リスクが低いという研究がある。

### 環境負荷に対する評価
とぎ汁が出ないため、調理現場での環境負荷が小さい。また、水洗いする製造方法の場合でも、家庭より高度な処理方法で環境負荷が少なくできるとされる。
- 米のとぎ汁に含まれる糠の成分であるリンや窒素などは浄化が難しく水質汚染の原因となっているため、無洗米は環境に優しいとされている。糠を再利用できれば優秀な肥料や飼料として用いられる[11]。
- 米を3合洗った場合、とぎ汁の水質汚染の指標を表すBOD負荷量は、通常の精白米6.1 - 7.9グラム前後で、無洗米は0.2 - 0.5グラム前後と普通の精白米の10%以下しか出ない[12]。

生活廃水からのBOD負荷量は1日1人あたり45グラムであり、割合としては台所からが最も多い。その中で、とぎ汁が最大の汚染原因と協会は主張しているが、とぎ汁が飛びぬけて環境汚染の原因とするのは誤りであるとする主張もある。

### 鮮度
国民生活センターによるテスト結果では、無洗米は精白米に比べ鮮度の低下が早いとされている。一方、特定非営利活動法人全国無洗米協会は、酸化しやすいヌカを除いているため、逆に精白米に比べ酸化しにくく鮮度は落ちにくいと主張している。
これは、国民生活センター側が無洗米も精白米の一部であるとして、日本精米工業会から出されているpH指示薬による測定を行ったものである。これに対して全国無洗米協会側は、表面に残るぬかが存在しないためpH指示薬が反応できず試薬本来の赤色のままであり、一般精米を想定した従来の測定方法は有効ではないと指摘している。
ケツト科学研究所が日本穀物検定協会と共同開発した「米の鮮度判定器」の技術資料の中では、無洗化処理を施した米は、原料精米よりpH値が低くなる傾向がある事について、処理過程によるものであり品質の劣化によるものではないと記載されている。ただし無洗米にも処理方法によって、変化度合いが異なる注意書きが記されており、2006年版の技術資料の中では、変更傾向などの参考値は調査中とされている。

## 製法
BG精米製法
糠で糠を取る方法。1991年に東洋精米機製作所が発表し、当初は業務用として販売した。白米表面にある「肌ヌカ」と呼ばれる付着糠の粘着性を利用し、通常精米後ステンレス円筒内で精米を高速撹拌し、付着した糠がさらにほかの糠を付着させる方法で取り除く。BGとはBran（糠）Grind（削る）の頭文字である。従来の精白加工と違い、おいしい部分を残し糠だけを取り去る。製造工程上、無駄がない。廃棄物も利用するというゼロ・エミッションの考えのもと、取り去った糠も「米の精」という商品名で肥料・飼料などに用いられる。
水洗い乾燥法・湿式法
水洗いで糠を除去する方法。サタケのスーパージフライスやクリキのSYシリーズなどがこの製法である。社団法人 日本精米工業会で実施された「官能食味評価」において最も高い評価を受けたのは、この方式を採用した株式会社クリキ製の機械である。糠を廃棄物として洗い流す点が、環境負荷を低減するという無洗米本来の目的と合致せず、大掛かりな汚水処理設備が必要である。
NTWP（ネオ・テイスティ・ホワイト・プロセス）加工法
湿式法の一つで、水を使い米表面の糠を軟らかくした後、熱付着剤として加熱したタピオカ（中華料理やデザートに用いる）に糠を付着させて取り除く方法。国内での栽培の困難なタピオカの原料・加工コストが高いという欠点がある。また、水分の除去とタピオカの加熱にボイラーが必要になる。
乾式法
研米機やブラシ、不織布などで糠を取り除いたもの。水を加えた際に白い濁りがでることがあるが、精米後段に縦型精米機を使う場合は研磨するヤスリ状ロールで段階的に削るため（各段で別に糠は取り除かれる）、表面の微細な傷に付着した米粉が原因であるので食味に問題はない。ただし、研米機のみの場合は肌ヌカは取り切れないので若干米研ぎの必要が出てくる。
水洗い乾燥法や湿式法と比較すると、水分を加えない分だけ鮮度と食味が保たれるメリットがある。
家庭用精米機の無洗米
上述のいずれの範疇に含まれるのか判然としないが、家庭用精米機においても無洗米コースを設けた機種が開発され、市場に出回るようになった。この機能を備えた製品では、精米後に米を研がずにそのまま炊飯することが可能とされている。

## 歴史
20世紀初頭頃には、精米の無洗化処理を目的とした研米機が開発されていた。なめし皮やポリウレタンによる研磨方式、静電気を利用した静電分離方式のほか、精米機に噴風装置を組み込んだものもあった。一部は大日本帝国陸軍で「不洗米」として試用されたが、普及には至らなかった。無洗米は1955年ごろまでは淘（と）がない米という意味で「不淘洗米」と呼ばれることもあった。栄養学の創設者である佐伯矩が、栄養の損失を理由に「淘洗は精白にも優る米食人の禍根である」と、淘洗（とぎ洗い）を問題視している。
1977年、サタケが無洗米時代の先駆けとして「クリーンライト加湿精米装置」を開発したが、普及しなかった。
1991年頃に、新たな無洗米製造機が開発され、また同時期に東洋精米機製作所が「BG精米製法」を開発し、BG無洗米が登場し普及に弾みが付いた。東洋精米社長が、飛行機の上から眺めていると川が白く濁っていて、これが家庭から流れ出る米の研ぎ汁だと気付き、無洗米の機械を開発したという。

## 特許
サタケと東洋精米機製作所の間で、無洗米製造機（水洗い方式）に関して特許係争があったが、2004年にサタケが勝訴し、東洋精米機製作所が保有していた「洗い米特許」は無効となった。

## NPO法人
「無洗米の信頼を得るため」というふれこみで、2000年10月22日に、BG無洗米を製造している米穀業者らが中心となって特定非営利活動法人全国無洗米協会を設立した。BG無洗米としての統一規格を作り、キャラクターである「エコメちゃん」の認証マークを交付している。